# Chambre régionale de commerce et d'industrie de Lorraine
La chambre régionale de commerce et d'industrie de Lorraine a son siège à Nancy au 51 rue Stanislas à Nancy. Elle regroupe les CCI de Lorraine.

## Mission
À ce titre, elle est un organisme chargé de représenter les intérêts des entreprises commerciales, industrielles et de service de Lorraine et de leur apporter certains services. Elle mutualise et coordonne les efforts des 4 CCI de Lorraine.
Comme toutes les CRCI, elle est placée sous la tutelle du préfet de région représentant le ministère chargé de l'industrie et le ministère chargé des PME, du Commerce et de l'Artisanat.

### Service aux entreprises
- Création, transmission, reprise des entreprises
- Innovation ARIST
- Formation et emploi
- Services aux entreprises
- Observatoire économique régional
- Études et développement
- Aménagement et développement du territoire
- Environnement et développement durable
- Tourisme
- Appui aux entreprises du commerce
- Performance industrielle
- Appui à l’international
- Emploi et développement des compétences
- Intelligence économique
- Appui aux mutations
- Services à la personne

## CCI en faisant partie
- chambre de commerce et d'industrie de Meurthe-et-Moselle
- chambre de commerce et d'industrie de la Meuse
- chambre de commerce et d'industrie de la Moselle
- chambre de commerce et d'industrie des Vosges

## Historique
1964 : Création de la CRCI

## Pour approfondir